# گوستاوو مایا
گوستاوو مایا (انگلیسی: Gustavo Maia؛ زادهٔ ۲۲ ژانویهٔ ۲۰۰۱) بازیکن فوتبال است.
وی همچنین در تیم‌های ملی فوتبال زیر ۱۷ سال و زیر ۲۰ سال برزیل بازی کرده‌است.